# Perfetti Van Melle
Perfetti Van Melle este o companie europeană producătoare de dulciuri.

## Istoric
A fost înființată în anul 2001 prin preluarea firmei olandeze Van Melle de către producătorul italian Perfetti.
În anul 2006 ani Perfetti Van Melle a achiziționat producătorul spaniol de acadele Chupa Chups.

## Perfetti Van Melle în România
Compania este prezentă în România din anul 2000, când Van Melle a preluat Fundi Romania, producător și distribuitor de dulciuri.
Fundi România și-a început activitatea în anul 1995 ca distribuitor de dulciuri.
Prima linie de producție destinată batoanelor de ciocolată și bomboanelor de pom a fost inaugurată în anul 1997 la Cluj.
În România cele mai bine poziționate mărci ale companiei sunt Mentos (gumă de mestecat, bomboane) și Chupa Chups (acadele, bomboane), acestea fiind aduse din afara țării.
În anul 2008, Perfetti Van Melle a avut vânzări de 14 milioane de euro, principalul concurent pe piață fiind Wrigley